# 休職
休職（きゅうしょく）とは雇用されたまま長期間の労働義務が免除され、かつ雇用契約はそのまま持続すること。何らかの理由により就業が不可能になったときに、就業規則などの定めにより適用される。休職期間中は、労働基準法（昭和22年法律第49号）等に基づき、使用者の責に帰すべき事由により休業した場合に労働者に休業手当が支払われる。

## 公務員
公務員については法律で休職について規定されている。国家公務員法第79条や自衛隊法第43条や地方公務員法第28条第2項により、以下の時に一般職公務員や自衛隊員を職員の意に反して休職させることができる。
1. 心身の故障のため、長期の休養を要する場合
2. 刑事事件に関し起訴された場合

この他、国会職員については国会職員法第13条により前述の例以外にも以下の時に職員の意に反して休職させることができる。
1. 懲戒のため国会職員考査委員会の審査に付せられたとき
2. 廃職となり又は定員改正により過員を生じたとき
3. 事務の都合により必要があるとき

ただし、国会職員の場合、「身体又は精神の故障により長期の休養を要するとき」「事務の都合により必要があるとき」は国会職員考査委員会の審査を経なければならない。「廃職となり又は定員改正により過員を生じたとき」「事務の都合により必要があるとき」は休職期間は最長1年である。
国家公務員法第89条や地方公務員法第49条では休職対象の職員に対し休職の事由を記載した説明書を交付しなければならない。職員が休職処分を受けたと思料する場合には、同項の説明書を請求することができる。その説明書には、当該処分につき、中立機関（人事院、人事委員会、公平委員会）に対して不服申立てをすることができる旨及び不服申立期間を記載しなければならない。
分限処分の休職事由に該当しないのに、職員が自ら休職を申し出るいわゆる依願休職は、法の予定しないものであり、認められないとされる（ただし、職員本人が休職を希望し、任命権者がその必要を認めて行った休職処分は、あえて無効としなければならないものではないとする最高裁判例がある）。
「ノーワーク・ノーペイ」により給与が支給されないのが原則であるが、休職の事由は必ずしも本人の責に帰すべきものばかりではないことから、通常、休職期間中において給与は減額された上で支給される。